# Astrid Hjertenæs Andersen
Astrid Hjertenæs Andersen, född 1915 i Horten, död 1985 i Ramnes, var en norsk författare.
Hon debuterade med samlingen De ville traner (1945), som följdes av De unge søylene (1948), Skilpaddehagen (1950), Strandens kvinner (1955), Vandrersken (1957), Pastoraler (1960) och Frokost i det grønne (1964), som fick kritikerpriset. 1967 kom den märkliga romanen Dr. Gnomen och 1968 Hyrdefløyten. Epistler fra Algerie. En diktsamling, Som en vår, kom 1970. Senare samlingar är Rosenbusken (1972), Svaner og nåtid (1973) och Et våroffer (1976). 1980 gav hon ut samlingen De tyve landskaper, med bilder av maken Snorre Andersen. Hennes samlade dikter kom 1985.
En starkt personlig artistisk prägel, ofta med bruk av fria former tillsammans med en suggestiv bild- och symbolanvändning, karakteriserar hennes diktning.